# Catedral Metropolitana Basílica do Senhor Bom Jesus

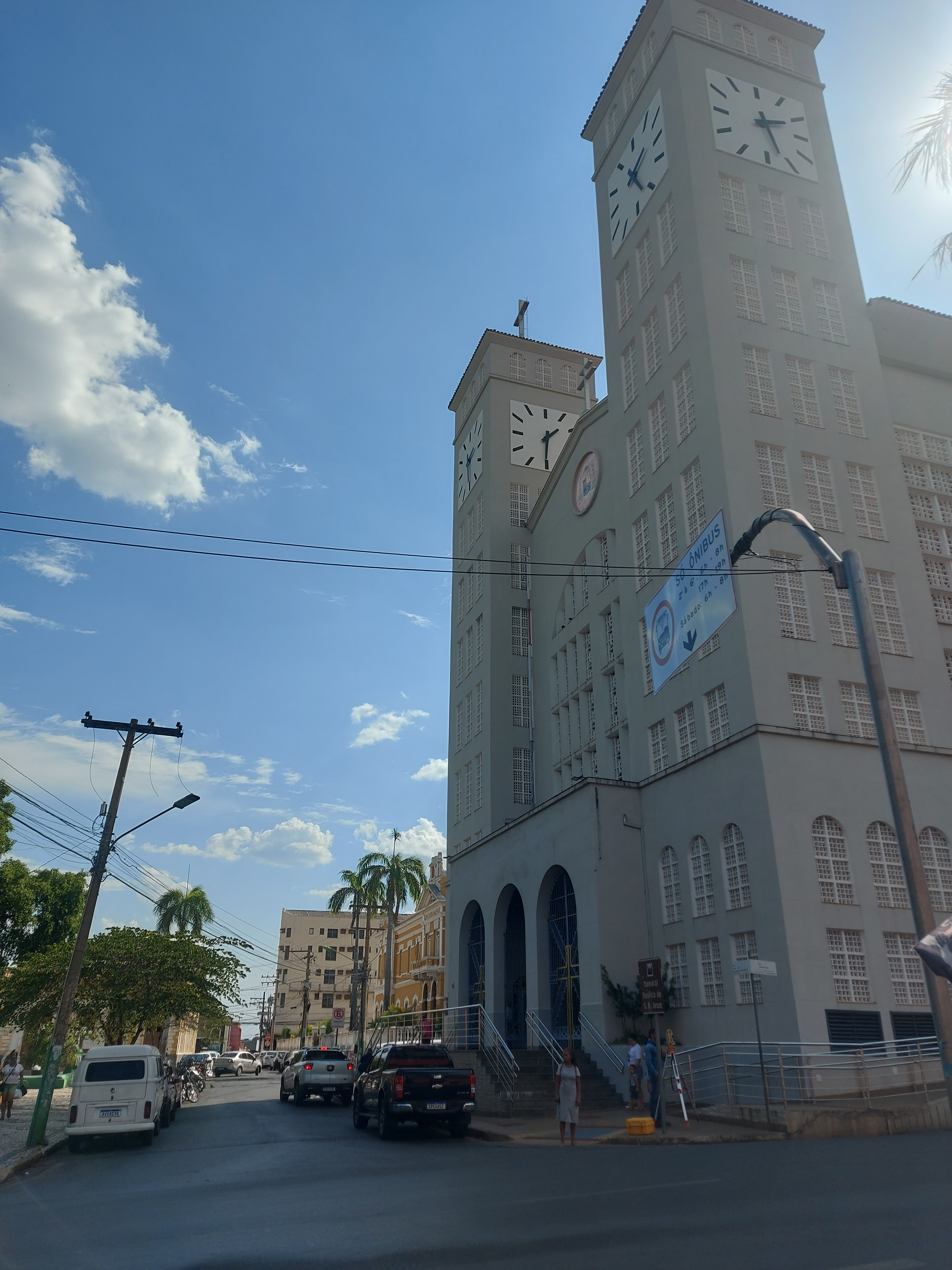
Catedral Metropolitana Basílica do Senhor Bom Jesus, 2023.

A Catedral Metropolitana Basílica do Senhor Bom Jesus é uma catedral-basílica católica, sede da arquidiocese de Cuiabá, capital do estado brasileiro de Mato Grosso.

## História

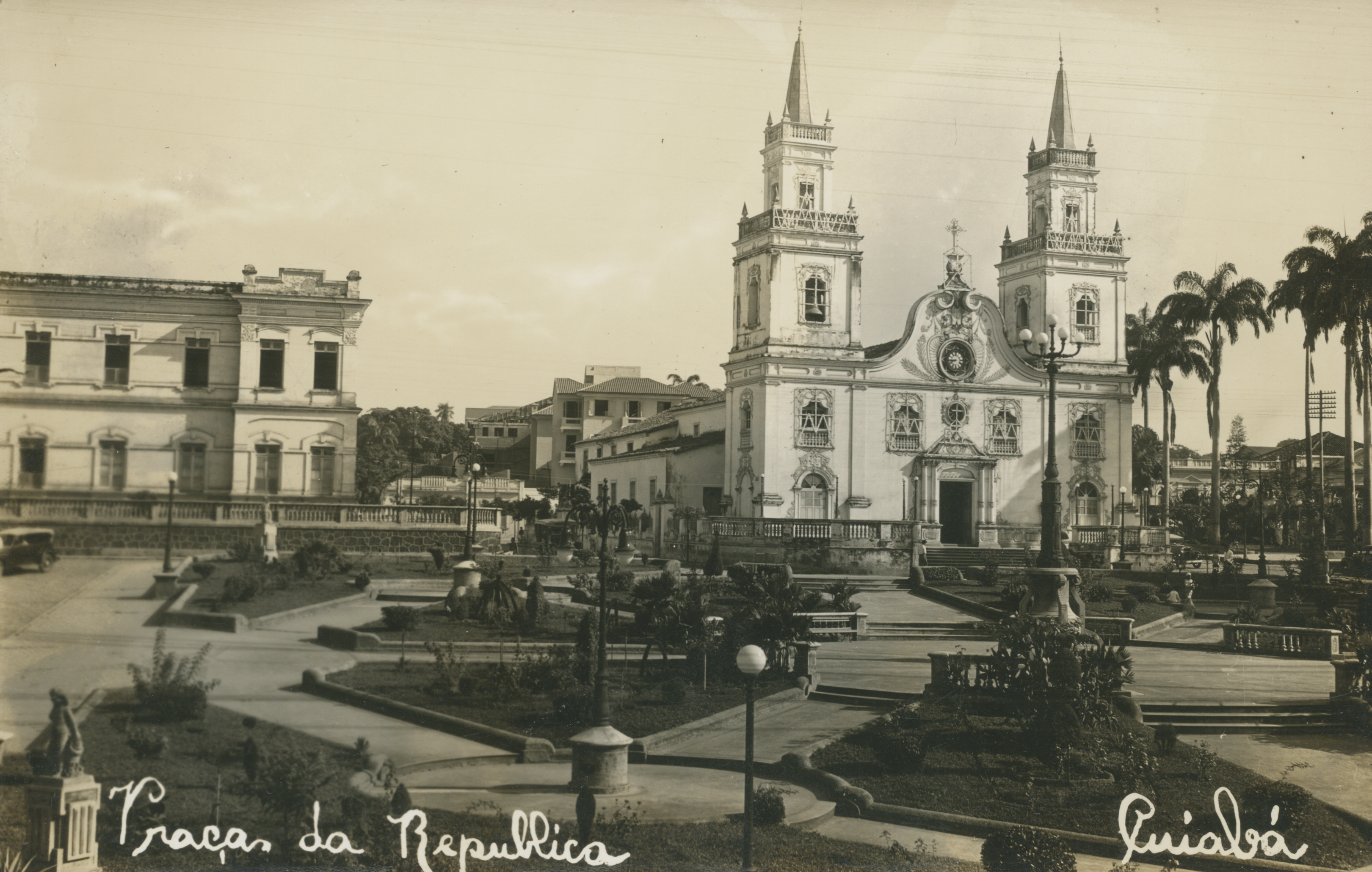
Praça da República com Catedral do Senhor Bom Jesus de Cuiabá, construída em 1722 e demolida em 1968. Arquivo Nacional.

No ano de 1723, nas proximidades do córrego, foi construída inicialmente de pau-a-pique, a igreja matriz de Cuiabá, dedicada ao Senhor Bom Jesus. Próximo às minas, os escravos construíram uma capela dedicada a São Benedito. As minas e a Igreja Matriz foram importantes focos de atração do povoamento da cidade no sentido Leste-Oeste, já que inicialmente todas as importantes construções eram feitas ao seu redor, assim foram surgindo ruas paralelas ao córrego da Prainha, aproveitando às curvas de nível do terreno, e nelas levantadas às primeiras habitações que consolidariam o espaço urbano de Cuiabá.
Foi reconstruída em taipa entre 1739 e 1740, enquanto a primeira torre sineira data de 1769. Ela tornou-se sede da prelazia em 6 de dezembro de 1745, sendo elevada à diocese de Cuiabá em 15 de julho de 1826. Em 1868, passou por uma reforma que lhe alterou a torre e a fachada, novamente modificadas na década de 1920, ao mesmo tempo que a segunda torre era construída. Em 5 de abril de 1910, a diocese foi elevada à arquidiocese.

## A Nova Matriz
Com o pensamento modernizante vigente na década de 1960, tomou-se a decisão de demoli-la, o que ocorreu em 14 de agosto de 1968, somente após várias cargas de dinamite, ato que por vários anos foi lembrado e lamentado. Seu antigo relógio, da marca Michelini, pode ainda ser visto hoje no Museu de Arte Sacra de Mato Grosso. No lugar da antiga igreja foi construído um templo novo, de concreto armado, obra que começou pela capela-mor, aos fundos, antes mesmo da demolição completa da antiga igreja, e foi inaugurada em 24 de maio de 1973. Ela foi declarada basílica menor em 15 de novembro de 1974.
Dentro da atual Igreja da Matriz, encontramos as imagens do Padroeiro, da Imaculada Conceição e o crucifixo da cátedra do bispo, originais do século XVIII. Sua estrutura é composta por três altares e três andares: o térreo da igreja, onde as missas são realizadas, com capacidade para 800 pessoas sentadas, no primeiro andar funciona uma lavanderia, no segundo salas de reuniões, e no terceiro e quarto andar funcionam a casa paroquial.
Em uma cripta localizada no subsolo da igreja, como acesso livre para visitação, estão enterradas grandes autoridades da igreja católica de Mato Grosso como os fundadores de Cuiabá, tais como: Pascoal Moreira Cabral e Miguel Sutil de Oliveira, além dos arcebispos Dom Orlando Chaves, Dom Carlos Luiz D’ Amaur e o cuiabano Dom Francisco de Aquino Corrêa.

## Galeria de imagens

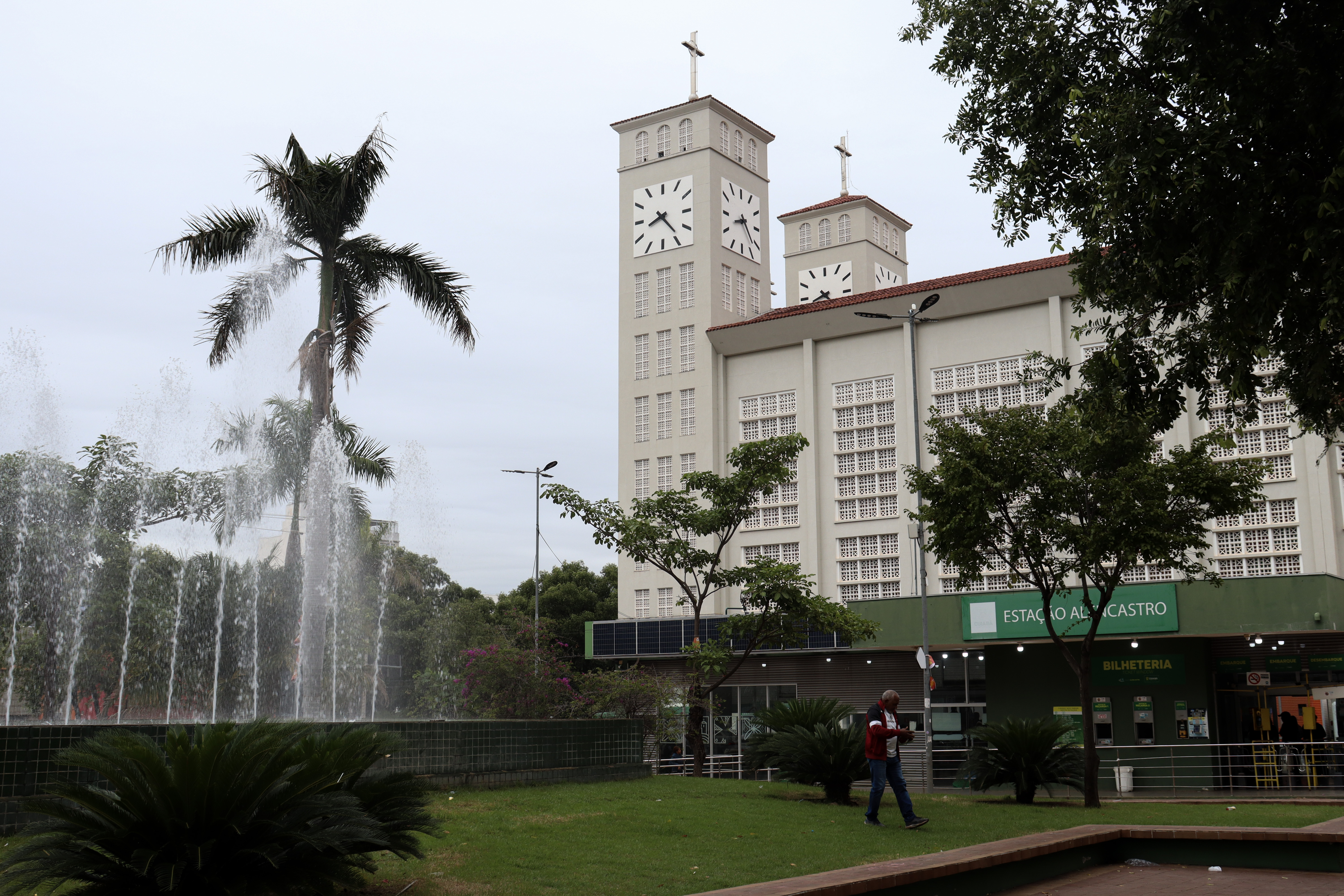
Vista da igreja a partir da Praça Alencastro.
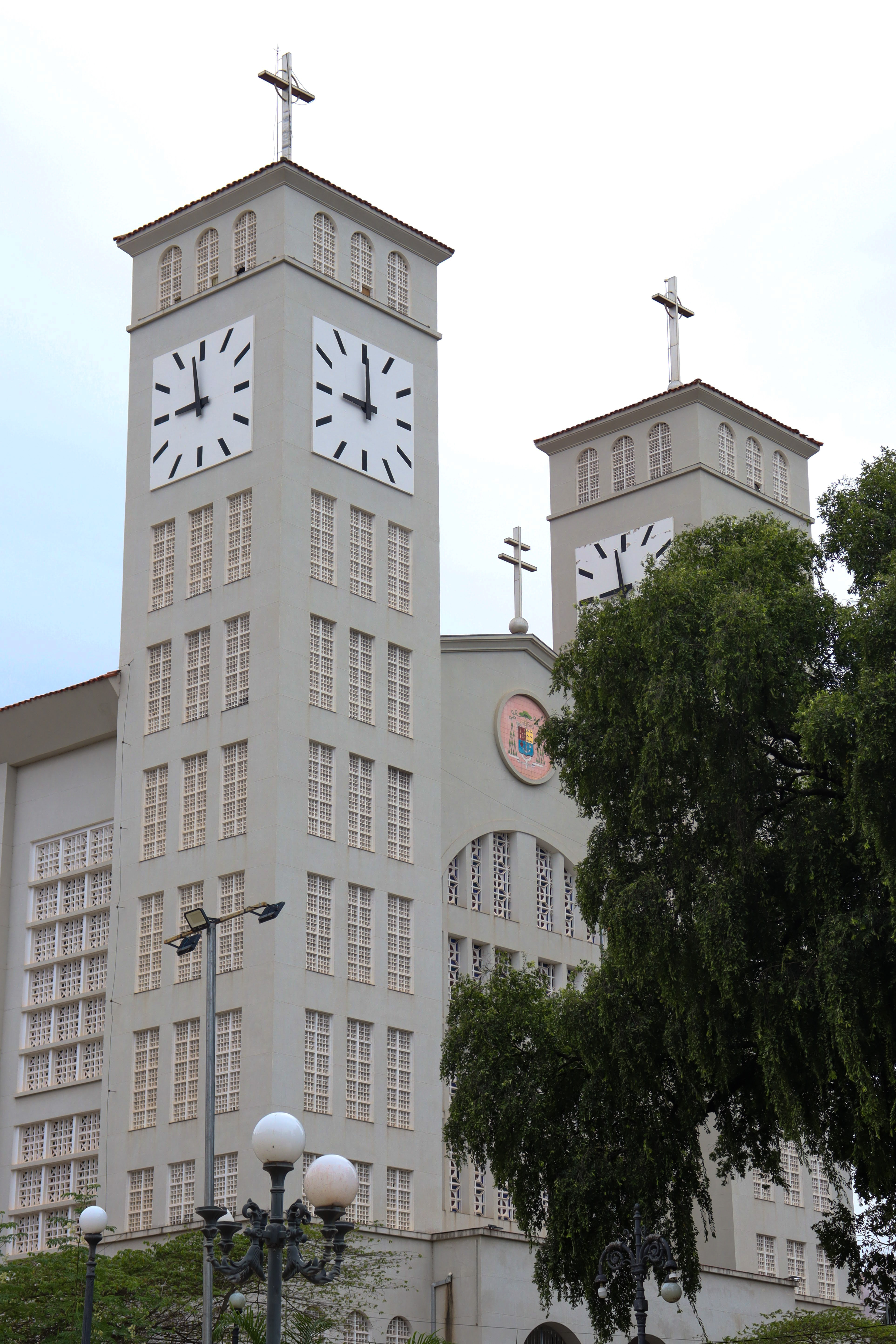
Torres da igreja.
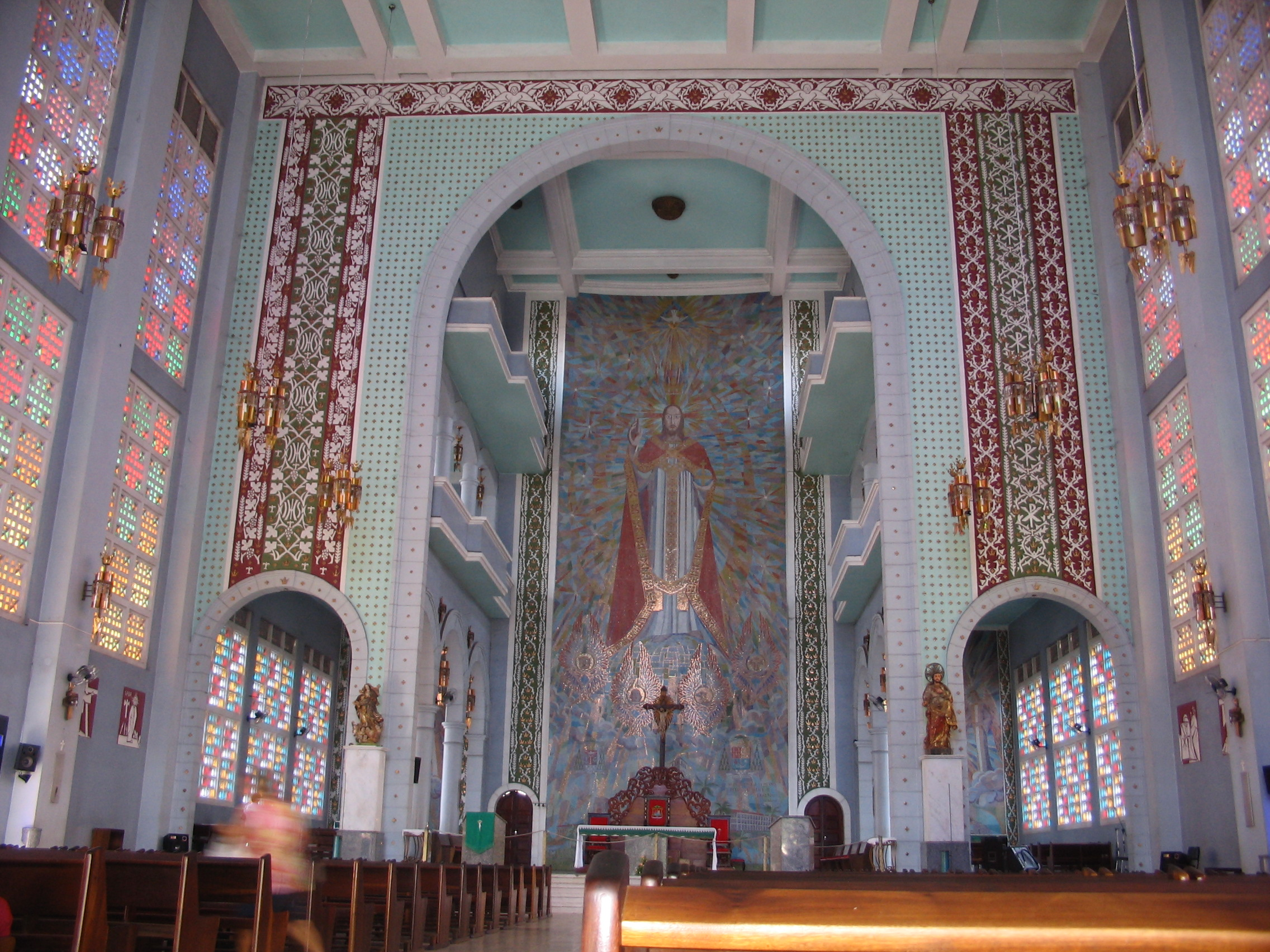
Interior da igreja.